# 常磐神社
36°22′N 140°28′E / 36.37°N 140.46°E
常磐神社（日语：／ Tokiwa-jinja */?）是日本茨城縣水戶市常磐町的神社，社格是別格官幣社和別表神社，祭神是高讓味道根命（德川光圀） 和押健男國之御楯命（德川齊昭）。氏子方面，神社沒有氏子，《全國神社名鑒》記載崇敬者有3000人，《茨城縣神社誌》則稱是12000人。文化財方面，太極砲、陣太鼓和義公出生地是水戶市指定文化財。

## 歷史
神社位於偕樂園旁邊，行政區劃原屬茨城郡常磐村（常葉村），後為東茨城郡常磐村，大字是常磐，1933年改稱常磐町，字是神崎，番地原為6015。神社最早可以追溯至在明治初年水戶藩的藩士以及民眾創立的祠堂，1873年3月27日獲敕旨下賜常磐神社作為神社名稱，同年4月6日舉行奉告祭，7月3日獲列為縣社，10月22日德川光圀和德川齊昭分別獲賜高讓味道根命和押健男國之御楯命作為神號。翌年5月，原本屬於偕樂園的一部分地方劃為神社用地，從而開始興建社殿，5月12日舉行遷座祭。1882年12月15日，神社的社格升至別格官幣社，翌年3月12日獲敕使來訪而舉行奉告祭。
1890年10月26日，明治天皇和昭憲皇太后到訪水戶，神社在翌日獲其派遣的敕使和御使前來奉幣。1902年6月7日，皇太子（後來的大正天皇）到訪水戶，神社也獲其派遣御使前來奉幣。1906年，《大日本史》完成編輯，在告知神明後獻予朝廷。1910年，神社在境內設立彰考館文庫。1912年10月20日，皇太子（後來的昭和天皇）、淳宮和高松宮作為學習院的學生在學校旅行期間到訪水戶，並且參拜了神社。此外，在制定《皇室典範》和《大日本帝國憲法》、對俄宣戰和平和克復等情況，也會有敕使前來奉告，有栖川宮也曾經參拜神社。
- 刻有別格官幣社的社號標
- 表參道的鳥居
- 東參道的鳥居

1929年11月21日，神社獲昭和天皇行幸。1941年，鎮靈社遷移至櫻山，改稱茨城縣護國神社。1945年8月2日，神社毀於水戶空襲，後來設立了臨時社殿。1948年9月30日，神社獲列為別表神社。1950年5月10日，神社獲選為茨城百景。1952年12月10日，神社作為宗教法人成立。1957年12月，奉贊會在秩父宮、高松宮和北白川家、德川圀順以及一眾崇敬者的出資下，社殿得已重建，翌年1月20日舉行遷座祭。1968年，為了紀念明治維新一百週年，奉贊會在表參道和東參道分別興建混凝土製鳥居以及燈籠等等。2005年6月4日和2010年8月1日，神社先後舉行天皇皇后兩陛下幣饌料御奉獻奉告祭。

## 境內
根據《常磐神社略誌》和《日本社寺大觀》記載，神社境內面積達10250坪（約33884.3平方）左右，東西長約90間（約163.64），南北則是150間（約272.73）左右，茨城縣神職會出版的《茨城縣神社誌》稱是10251坪（約33887.6平方），《神社名鑑》和《全國神社名鑒》均稱是11431坪（約37788.43平方），茨城縣神社廳出版的《茨城縣神社誌》則稱是11431.69坪（約37790.71平方），其中社有地佔1103.25坪（約3647.11平方）。
- 神輿舍
- 手水舍
- 授與所
- 社務所

本殿佔地9坪（約29.75平方），長寬各3間（約5.45），幣殿佔地6坪（約19.83平方），長3間，寬2間（約3.64），外拜殿是長寬各6間（約10.91），內拜殿是長3間，寬4.5間（約8.18），全部均為銅板屋頂神明造建築。瑞垣長9間（約16.36）。神輿舍佔地5坪（約16.53平方），手水舍佔地3坪（約9.92平方），1990年完工的授與所則佔地8坪（約26.45平方），均為銅板屋頂建築。神饌所和祭具所各佔地3坪，均是銅板屋頂神明造建築。社務所佔地12坪（約39.67平方），為瓦頂建築，建於1982年。
- 義烈館
- 能樂殿
- 水府神樂紀念碑

境內尚有1898年8月29日由栗田寬和福羽美靜撰寫的烈公景仰碑、在1905年12月1日由寺原長輝題額的月桂樹碑、在1928年7月奉納由江木千之題字的社號標、1957年2月11日由常陽銀行在彰考館遺址奉納的義烈館、1967年建立的「大日本史完成之地」之碑、1968年2月11日由岩上二郎撰寫的梅里先生碑、1970年5月12日由小森邦夫製作的農人形、在1970年12月6日由安岡正篤等人撰寫的義公鑽仰碑、在1991年從神樂殿改建而成的能樂殿、德川慶喜撰寫的浪華梅之碑、岩上二郎撰寫的水府神樂紀念碑和社務所別館等等。
- 東湖神社
- 常磐稻荷神社
- 三木神社
- 常磐水神社

攝末社有建於1943年的東湖神社（祭神是藤田彪命）、建於1962年12月25日常磐稻荷神社（祭神是宇迦之御魂神）、1965年12月11日獲松下幸之助奉納而鎮座的三木神社（祭神是三木之次命和三木武佐命）以及建於2015年6月1日的常磐水神社（祭神是彌都波能賣神）以及。

## 祭事
| 常磐水神社月例祭（每月1日） 常磐稻荷神社月例祭（每月25日） | |     | |      | |
| 1月                                                        | 歲旦祭（1月1日） 元始祭（1月3日） 梅祭奉告祭（1月6日） 古神札燒納祭（歲德燒，1月15日）                                 | 5月 | 攝社東湖神社例祭（5月4日） 例祭（5月12日） 神幸祭（與例祭最近的星期日） 御田植祭（5月下旬至6月上旬） | 9月  | 觀月祭（舊曆8月15日） |
| 2月                                                        | 節分祭（2月3日） 常磐稻荷神社初午祭（2月初午） 紀元祭（2月11日） 祈年祭（2月17日） 梅花祭（2月20日） 天長祭（2月23日） | 6月 | 常磐水神社例祭（6月1日） 夏越大祓式（6月30日）                                                       | 10月 | 拔穗祭（10月中旬至下旬） 神嘗奉祝祭（10月17日）                                                                            |
| 3月                                                        | — | 7月 | 義公誕辰祭（7月11日）                                                                                | 11月 | 明治祭（11月3日） 新嘗祭（11月23日）                                                                                       |
| 4月                                                        | 烈公誕辰祭（4月4日） 昭和祭（4月29日）                                                                                 | 8月 | 國旗祭（舊曆7月11日）                                                                                | 12月 | 末社三木神社例祭（12月11日） 煤拂祭（12月13日） 末社常磐稻荷神社例祭（12月25日） 年越大祓式（12月31日） 除夜祭（12月31日） |

## 外部連結
- . 常磐神社.   [2023-07-06]. （原始内容存档于2023-07-31） （日语）.
- 的Facebook專頁
- 的Instagram帳戶
- . 茨城縣神社廳.   [2023-07-06]. （原始内容存档于2023-02-08） （日语）.
- . 水戶觀光協會.   [2023-07-06]. （原始内容存档于2023-03-01） （日语）.